# Alfred R. Radcliffe-Brown
Alfred Reginald Radcliffe-Brown, född den 17 januari 1881 i Sparkbrook, Birmingham, England, död den 24 oktober 1955 i London, brittisk socialantropolog, verksam vid universiteten i Kapstaden, Sydney, Oxford och Chicago.

## Arbetet
Radcliffe-Brown grundade den "brittiska skolan" inom antropologin. Han utförde 1908 etnografiskt fältarbete på Andamanerna,  men hans stora inflytande var som teoretiker. Han var starkt inspirerad av Émile Durkheim och blev den främste företrädaren för den s.k. strukturfunktionalistiska inriktningen inom antropologin. Hans viktigaste teoretiska artiklar är samlade i boken Structure and Function in Primitive Society (1952), där han utvecklade funktionalismen: läran om hur samhällen är integrerade, och hur samhälleliga institutioner i samspel förstärker varandra och bidrar till samhällets fortbestånd.
Sina vetenskapliga ideal hämtade han från naturvetenskapen. Han närde en förhoppning om att kunna utveckla "allmänna samhällslagar", jämförbara i fråga om precision med lagarna för fysiken och kemin. 

### Kritik
Radcliffe-Browns naturvetenskapligt inspirerade program har sedermera övergivits av de flesta antropologer - något som också gäller strukturfunktionalismen i renodlad form - men många av de frågor som nutida antropologer ställer sig, särskilt i Europa, ställdes ursprungligen av Radcliffe-Brown. 
Han kritiserades inte sällan för att ha missat att uppfatta historisk förändring i de samhällen han studerade, i synnerhet sådana förändringar som medföljde kolonialismen. Icke desto mindre betraktas han tillsammans med Bronisław Malinowski som fader till den moderna socialantropologin.

## Publikationer i urval
- 1922, The Andaman Islanders.
- 1931, The Social Organization of Australian Tribes.
- 1940, On Joking Relationships
- 1950, African Systems of Kinship and Marriage (Med Daryll Forde)
- 1952, Structure and Function in Primitive Society
- 1957, A Natural Science of Society